# تيي (زوجة رمسيس الثالث)
تيي، هي ملكة مصرية قديمة غير حاكمة أو زوجة ملك عاشت خلال عهد الأسرة العشرين، وهي زوجة ثانوية للملك رعمسيس الثالث، وقد حفظت لنا النصوص أنها قد حرضت ضد الملك في مؤامرة لتولية ابنها العرش.

## التعرف عليها
تيي معروفة من بردية تورينو القضائية، التي سجلت مؤامرة صاغتها ضد الملك رعمسيس الثالث زوجها، و المعروفة بـ "مؤامرة الحريم"، والتي شارك فيها عدة أشخاص في مناصب رفيعة في البلاط الملكي. وقد أراد المتآمرون قتل الملك ووضع بنتاور ابن الملكة تيي على العرش، بدلا من الوريث المعين بالفعل، الذي صار فيما بعد الملك رعمسيس الرابع والذي كان ابناً لإحد الزوجتين الملكيين العظمتين، الملكة تيتي. وقد تم القبض على المتآمرين، وقدموا للمحاكمة، واضطر العديد منهم، بما في ذلك بنتاور، للانتحار. ومن غير المعروف ما حدث لتيي. ومن غير المعروف أيضا ما إذا كان رعمسيس الثالث سقط ضحية للمؤامرة أو مات لأسباب أخرى، على الرغم من أنه في عام 2011 تم اكتشاف أمر جديد في موميائه، وهو أن حلقه قد شق بسكين أي أنه قد ذٌبح، ولكن خلفه هو ولي العهد الذي اختاره هو، رعمسيس الرابع.